# Dobrodeia Kyjevská
Dobrodeia Eupraxia Mstislavna Kyjevská, případně Dobroněga, byla ruská princezna, manželka byzantského císaře Alexia Komnena. Zasadila se o rozvoj medicíny.

## Život
Dobrodeia Kyjevská se narodila v Kyjevě na počátku 12. století, přesný rok však není známý; spekuluje se o roce 1102. Byla dcerou velkoknížete Mstislava I. Kyjevského a jeho choti Kristiny Ingesdotter Švédské. Měla sestru Ingeborg a dalších devět sourozenců.
V roce 1122 se provdala za Alexia Komnena, nejstaršího syna a v té době spoluvladaře byzantského císaře Jana II. Komnena. Získala titul císařovny a přijala jméno Irena po své tchyni, císařovně Ireně Uherské. Manželovi porodila v roce jediné dítě, dceru Marii.
U císařského dvora v Konstantinopoli se stala součástí kruhu ženských intelektuálek, kam kromě ní patřila například teta jejího manžela Anna Komnéna a jistá šlechtična Irena, známá podporováním astrologie. Dobrodeia Kyjevská byla těmito ženami vedena k tomu, aby se zhlédla ve vědě a intenzivně studovala. V dobovém záznamu stojí: „Nenarodila se v Aténách, ale přejala moudrost všech Řeků.“ Studovala hlavně díla antického lékaře Galéna a některé jeho spisy přeložila do ruštiny. Teodor Balsamon o ní napsal, že „byla fascinována léčebnými metodami“ a že sama připravovala masti a popsala jejich účinky ve spisu Alimna (což se dá přeložit jako Masti). Tento spis je považován za první lékařské pojednání sepsané ženou a jeho zbytky jsou uloženy ve Florencii. 
Zemřela 16. listopadu 1131.